# Cybianthus simplex
Cybianthus simplex là một loài thực vật có hoa trong họ Anh thảo. Loài này được (Hook.f.) G.Agostini mô tả khoa học đầu tiên năm 1980.